# Nami Matsuyama
Nami Matsuyama (japanisch 松山 奈未; * 28. Juni 1998 in Kitakyūshū, Präfektur Fukuoka) ist eine japanische Badmintonspielerin.

## Karriere
Matsuyama besuchte die Kyushu International University High School in ihrer Geburtsstadt. Ab 2014 nahm sie an internationalen Badminton-Jugendturnieren teil und gewann zum ersten Mal bei den Korea Juniors mit ihrer Doppelpartnerin Chiharu Shida. Im folgenden Jahr erreichte sie bei den Juniorenasienmeisterschaften und Juniorenweltmeisterschaften das Podium. 2016 waren Matsuyama und Sayaka Hobara die ersten Japanerinnen, die Juniorenweltmeisterinnen im Damendoppel werden konnten. Im Erwachsenenbereich war sie erstmals international bei dem thailändischen Wettkampf Smiling Fish 2017 siegreich. Mit ihrer langjährigen Doppelpartnerin Shida zog Matsuyama 2018 in fünf Finalspiele ein, in denen sie nur beim Chinese Taipei Open den Sieg erringen konnte. Im nächsten Jahr erspielte sie zwei weitere zweite Plätze und gewann die Titel bei den US Open 2019 und Korea Masters 2019. Mit der japanischen Nationalmannschaft wurde sie 2020 Asienmeisterin.
Für Matsuyama war 2021 das bislang erfolgreichste Jahr ihrer Karriere. So gewann sie im Damendoppel die prestigeträchtigen Indonesian Masters und Indonesia Open, wodurch sie und Shida auf Rang 7 der Weltrangliste rangierten. Mit Matsuyama erreichte das japanische Nationalteam beim Uber Cup 2020 und Sudirman Cup 2021 das Finale, wo sie jeweils gegen China unterlagen. Bei dem Finale der BWF World Tour scheiterte sie im Endspiel an der koreanischen Paarung. 2022 triumphierte das Duo bei dem traditionsreichsten Turnier in Großbritannien, den All England Open Championships, den Thailand Open und den Indonesia Open. Bei den Olympischen Spielen 2024 in Paris gewann sie gemeinsam mit Chiharu Shida die Bronzemedaille.

## Sportliche Erfolge
| Jahr | Veranstaltung                   | Platz | Disziplin   |
| ---- | ------------------------------- | ----- | ----------- |
| 2015 | Juniorenasienmeisterschaft 2015 | 3.    | Damendoppel |
| 2015 | Juniorenasienmeisterschaft 2015 | 3.    | Mannschaft  |
| 2015 | Juniorenweltmeisterschaft 2015  | 3.    | Damendoppel |
| 2016 | Juniorenasienmeisterschaft 2016 | 3.    | Mannschaft  |
| 2016 | Juniorenweltmeisterschaft 2016  | 1.    | Damendoppel |
| 2016 | Juniorenweltmeisterschaft 2016  | 3.    | Mannschaft  |
| 2017 | Smiling Fish 2017               | 1.    | Damendoppel |
| 2018 | Singapore Open 2018             | 2.    | Damendoppel |
| 2018 | Akita Masters 2018              | 2.    | Damendoppel |
| 2018 | Vietnam Open 2018               | 2.    | Damendoppel |
| 2018 | Indonesian Masters 2018         | 2.    | Damendoppel |
| 2018 | Chinese Taipei Open 2018        | 1.    | Damendoppel |
| 2019 | Spain Masters 2019              | 2.    | Damendoppel |
| 2019 | Swiss Open 2019                 | 2.    | Damendoppel |
| 2019 | US Open 2019                    | 1.    | Damendoppel |
| 2019 | Korea Masters 2019              | 1.    | Damendoppel |
| 2020 | Asienmeisterschaft 2020         | 1.    | Mannschaft  |
| 2021 | Indonesia Masters 2021          | 1.    | Damendoppel |
| 2021 | Indonesia Open 2021             | 1.    | Damendoppel |
| 2021 | Sudirman Cup 2021               | 2.    | Mannschaft  |
| 2021 | Uber Cup 2020                   | 2.    | Mannschaft  |
| 2021 | BWF World Tour Finals 2021      | 2.    | Damendoppel |
| 2022 | All England 2022                | 1.    | Damendoppel |
| 2022 | Thailand Open 2022              | 1.    | Damendoppel |
| 2022 | Indonesia Open 2022             | 1.    | Damendoppel |
| 2024 | Olympische Spiele 2024          | 3.    | Damendoppel |